# مایکل بک
مایکل بک (انگلیسی: Michael Beck؛ زادهٔ ۴ فوریهٔ ۱۹۴۹) یک هنرپیشه اهل ایالات متحده آمریکا است. وی بین سال‌های ۱۹۷۱ تا ۲۰۰۵ میلادی فعالیت می‌کرد.
از کارهای معروف او می توان به بازی در فیلم زانادو، پیروزی مردی به نام اسب اشاره کرد.